# Erasmusprisen
Erasmusprisen er en international pris som tildeles for indsats for at fremme europæisk kultur. Den kan tildeles både personer og institutioner. Prisen er opkaldt efter Erasmus af Rotterdam. Stiftelsen Praemium Erasmianum står bag udmærkelsen. Erasmusprisen blev etableret i 1958 af prins Bernhard af Holland ved grundlæggelsen af Stiftelsen Praemium Erasmianum. Hollands kronprins Willem-Alexander er Erasmusprisens høje beskytter.
Prisen består siden 1995 af et udmærkelsestegn bestående af titanplader, som når de er foldet ser ud som et halstørklæde, og når de er lukket tager form af en bog. Pladerne er udstyret med en tekst fra et af Erasmus' breve og i hans håndskrift. Desuden kommer prispenge på 150.000 euro.

## Modtagere
- 1958 – Det østrigske folk
- 1959 – Robert Schuman, Karl Jaspers
- 1960 – Marc Chagall, Oskar Kokoschka
- 1962 – Romano Guardini
- 1963 – Martin Buber
- 1964 – Union Académique Internationale
- 1965 – Charles Chaplin, Ingmar Bergman
- 1966 – Herbert Read, René Huyghe
- 1967 – Jan Tinbergen
- 1968 – Henry Moore
- 1969 – Gabriel Marcel, Carl Friedrich von Weizsäcker
- 1970 – Hans Scharoun
- 1971 – Olivier Messiaen
- 1972 – Jean Piaget
- 1973 – Claude Lévi-Strauss
- 1974 – Ninette de Valois, Maurice Béjart
- 1975 – Ernst Gombrich, Willem Sandberg
- 1976 – Amnesty International, René David
- 1977 – Werner Kaegi, Jean Monnet
- 1978 – Poppentheater
- 1979 – Die Zeit, Neue Zürcher Zeitung
- 1980 – Nikolaus Harnoncourt, Gustav Leonhardt
- 1981 – Jean Prouvé
- 1982 – Edward Schillebeeckx
- 1983 – Raymond Aron, Isaiah Berlin, Leszek Kołakowski, Marguerite Yourcenar
- 1984 – Massimo Pallottino
- 1985 – Paul Delouvrier
- 1986 – Václav Havel
- 1987 – Alexander King
- 1988 – Jacques Ledoux
- 1989 – International Commission of Jurists
- 1990 – Grahame Clark
- 1991 – Bernard Haitink
- 1992 – Simon Wiesenthal, Archivo General de Indias
- 1993 – Peter Stein
- 1994 – Sigmar Polke
- 1995 – Renzo Piano
- 1996 – William McNeill
- 1997 – Jacques Delors
- 1998 – Mauricio Kagel
- 1998 – Peter Sellars
- 1999 – Mary Robinson
- 2000 – Hans van Manen
- 2001 – Adam Michnik, Claudio Magris
- 2002 – Bernd og Hilla Becher
- 2003 – Alan Davidson
- 2004 – Abdolkarim Soroush, Sadiq al–Azm, Fatema Mernissi
- 2005 – Simon Schaffer, Steven Shapin
- 2006 – Pierre Bernard
- 2007 – Péter Forgács
- 2008 – Ian Buruma
- 2009 – Antonio Cassese, Benjamin Ferencz
- 2010 – José Antonio Abreu
- 2011 – Joan Busquets
- 2012 – Daniel Dennett
- 2013 – Jürgen Habermas
- 2014 – Frie Leysen
- 2015 – Wikipedia fællesskab
- 2016 – A.S. Byatt
- 2017 – Michèle Lamont